# Tyler Harris (baloncestista de 1998)
Tyler Harris (Memphis, Tennessee, 16 de octubre de 1998) es un jugador de baloncesto estadounidense que juega en el Club Baloncesto Lucentum Alicante de la Liga LEB Oro. Mide 1,75 metros y actualmente juega de base.

## Trayectoria

### Universidad
Natural de Memphis, Tennessee, es un jugador formado en Cordova High School de su ciudad natal, antes de ingresar en 2018 en la Universidad de Memphis, con el que disputaría durante dos temporadas la NCAA con los Memphis Tigers.
En 2020, ingresa en la Universidad Estatal de Iowa en Ames, Iowa, donde permanece durante una temporada formando parte de los Iowa State Cyclones con los que disputa la NCAA en la temporada 2020-21, antes de regresar a la Universidad de Memphis para volver a jugar en los Memphis Tigers, en la temporada 2021-22.
En la temporada 2022-23, formaría parte de la Universidad del Sur de Florida, situada en Tampa, Florida, con el que disputaría la NCAA con los South Florida Bulls, donde promedia 16,9 puntos, 2,8 rebotes y 3,3 asistencias por partido.

### Profesional
Tras no ser drafteado en 2023, el 10 de agosto de 2023, firma por el Club Baloncesto Lucentum Alicante de la liga LEB Oro de España.